# إدارة خدمات إعادة التأهيل في أوكلاهوما
إدارة خدمات التأهيل في أوكلاهوما (بالإنجليزية: Oklahoma Department of Rehabilitation Services) هي وكالة حكومية في ولاية أوكلاهوما بالولايات المتحدة، تتولى مسؤولية توفير الفرص للأشخاص ذوي الإعاقات الجسدية أو الذهنية أو البصرية للحصول على وظائف والعيش باستقلالية، وذلك من خلال الإرشاد والتدريب المهني وخدمات فردية أخرى. تسعى الوزارة إلى إزالة الحواجز التي تعيق النجاح في بيئة العمل والمدرسة والمنزل، وتقديم الدعم اللازم لتحقيق حياة أكثر إنتاجية واستقلالًا.
تتكون الوزارة من خمس إدارات برامج رئيسية: التأهيل المهني، الخدمات البصرية، تحديد الإعاقة، مدرسة أوكلاهوما للمكفوفين، مدرسة أوكلاهوما للصم. وتدير هذه الإدارات عشرات البرامج المتخصصة التي تهدف إلى تحسين جودة حياة المواطنين في أوكلاهوما من ذوي الإعاقة. تخضع الإدارة لإشراف لجنة خدمات التأهيل، وهي هيئة مكونة من ثلاثة أعضاء يُعينهم كل من حاكم ولاية أوكلاهوما، ورئيس مجلس الشيوخ بالولاية، ورئيس مجلس النواب. وتتولى اللجنة بدورها تعيين مدير خدمات التأهيل، الذي يعمل كمدير تنفيذي أعلى للوزارة. تشغل ميليندا فرويندت حاليًا منصب مدير خدمات التأهيل، بعد أن تم تعيينها من قبل اللجنة في 5 نوفمبر 2018. تأسست الإدارة في عام 1993 خلال فترة ولاية الحاكم ديفيد وولترز.

## القيادة
تخضع وزارة خدمات التأهيل لإشراف أمين وزارة الصحة والخدمات الإنسانية في ولاية أوكلاهوما ضمن حكومة الحاكم كيفن ستيت.

### لجنة خدمات التأهيل
تُعد لجنة خدمات التأهيل الهيئة الإدارية العليا المشرفة على الوزارة، وتتألف من ثلاثة أعضاء. يُعين كل من حاكم ولاية أوكلاهوما، ورئيس مجلس الشيوخ بالولاية، ورئيس مجلس النواب عضواً واحداً في اللجنة. وتكون مدة العضوية في اللجنة ثلاث سنوات لكل عضو.
لمزيد من المعلومات حول أعضاء اللجنة، يمكن زيارة الموقع الرسمي للإدارة.

## أقسام البرامج
تضم إدارة خدمات التأهيل في أوكلاهوما خمس إدارات برامج رئيسية، تقدم خدمات متخصصة لدعم الأفراد ذوي الإعاقة في مجالات متعددة، وتشمل ما يلي:
- خدمات تحديد الإعاقة - تختص بتحديد الأهلية الطبية للحصول على التأمين ضد الإعاقة من الضمان الاجتماعي ودخل الضمان التكميلي.
- التأهيل المهني - تقدم خدمات التوظيف للأشخاص من ذوي الإعاقات المختلفة، باستثناء الإعاقة البصرية.
- الخدمات المقدمة للمكفوفين وضعاف البصر - توفر خدمات التوظيف والمعيشة المستقلة للأشخاص المكفوفين أو ضعاف البصر، وتشمل هذه الإدارة أيضًا: مكتبة أوكلاهوما للمكفوفين وذوي الإعاقات الجسدي، برنامج المؤسسات التجارية (بالإنجليزية: Business Enterprise Program) المنصوص عليه بموجب قانون راندولف شيبارد (بالإنجليزية: Randolph-Sheppard Act)
- مدرسة أوكلاهوما للمكفوفين[الإنجليزية] - توفر برامج تعليمية متخصصة للأطفال المكفوفين أو ضعاف البصر.
- مدرسة أوكلاهوما للصم - تقدم برامج تعليمية للأطفال الصم أو ضعاف السمع.

## الموظفون
تبلغ الميزانية السنوية لإدارة خدمات التأهيل في أوكلاهوما نحو 150 مليون دولار أمريكي، ويعمل بها ما يقارب 986 موظفًا بدوام كامل.
| القسم                                 | عدد الموظفين |
| ------------------------------------- | ------------ |
| الخدمات المقدمة للمكفوفين وضعاف البصر | 374          |
| مدرسة أوكلاهوما للمكفوفين             | 90           |
| مدرسة أوكلاهوما للصم                  | 120          |
| التاأهيل المهني                       | 329          |
| خدمات تحديد الإعاقة                   | 73           |
| المجموع                               | 986          |

## وصلات خارجية
- الموقع الرسمي لإدارة خدمات إعادة التأهيل في أوكلاهوما